# Ewa Kuls
Ewa Kuls, née le 3 septembre 1991 à Gorzów Wielkopolski, est une lugeuse polonaise.

## Biographie
Ewa Kuls est double championne nationale, en 2016 et 2017.

## Palmarès

### Jeux olympiques
- en 2014 à Sotchi
  - 21e en simple femmes
- en 2018 à Pyeonchang